# DDoS Guard
DDoS-Guard — провайдер безопасности, который предоставляет услуги по обеспечению защиты от DDoS-атак, доставке контента и веб-хостинга. Компания основана в 2011 году Евгением Марченко и Дмитрием Сабитовым. Для обработки трафика компания использует собственные разработки, созданные экспертами в области больших данных и ИИ. Компания обладает собственной геораспределенной сетью фильтрации, канальная емкость которой более 1,5 Tbps. Центры очистки трафика находятся в России, Гонконге, Нидерландах, США, Казахстане, Шотландии.
DDoS-Guard базируется в России, как и большинство её сотрудников. Она зарегистрирована в июле 2014 года в Ростове-на-Дону Евгением Марченко. Компания зарегистрирована в Шотландии как Cognitive Cloud LP и в Белизе как DDoS-Guard Corp.
Руководство компании придерживается политики сетевого нейтралитета, о чём неоднократно заявляла пресс-служба DDoS-GUARD в официальных пресс-релизах и в беседах с корреспондентами зарубежных и российских СМИ. Однако компания приветствует соблюдение законодательств стран, в которых присутствует. Это прописано в документе «Политика допустимого использования сервисов».
Приказом Минкомсвязи России от 26.06.2017 № 326 программное обеспечение (сервис) DDoS-Guard Protection официально зарегистрировано как средство обеспечения информационной безопасности в Едином реестре российских программ для электронных вычислительных машин и баз данных. В 2017 году компания получила лицензию ФСТЭК России на защиту конфиденциальной информации.
Среди клиентов DDoS-Guard — ISPsystem, Selectel, Ucoz, Reg.ru, hh.ru, ТТК, Банк России, Почта Банк, АиФ и НТВ.

## История компании

### Ранние годы
В 2011 году Евгений Марченко и Дмитрий Сабитов решили учредить IT-компанию, которая занималась бы предоставлением услуг в сфере информационной безопасности. Компания начала оказывать услуги по защите от DDoS атак. Первыми клиентами были небольшие игровые проекты — те, для кого была важна постоянная доступность серверов.
Компания с таким же названием и принадлежащая тем же людям существовала на Украине с 2011 года. Представители компании заявили, что это была ранняя стадия компании, которая была создана в период разработки программного обеспечения, и что DDoS-Guard всегда базировался в России, в Ростове-на-Дону.
В марте 2018 клиентам компании стали предоставляться бесплатные сертификаты Let’s Encrypt.

### CoreSite
В январе 2021 года компания DDoS-Guard вынуждена была закрыть узел фильтрации трафика, расположенный в дата-центре CoreSite (США) по инициативе противоположной стороны. Это было связано с предоставлением компанией услуг защиты доменов, определённым образом связанным с ХАМАС.

### Parler
С января 2021 года DDoS-Guard начала оказание услуги защиты от DDoS-атак типа сервису Parler, американской социальной сети альтернативных технологий, которую Amazon Web Services и другие поставщики интернет-услуг депортировали из США. Между соцсетью Parler и компанией DDoS-Guard нет никаких политических соглашений или иных особых договоренностей в связи с политикой сетевого нейтралитета, проводимой компанией DDoS-Guard.

## Проекты
В 2014 году заключено партнёрское соглашение с компанией REG.RU об автоматической защите сайтов своих клиентов от DDoS-атак со скоростью более 100 Гбит/с. Согласно сообщению, весь вредоносный трафик при этом направляется в геораспределённую фильтрующую сеть DDoS-Guard.
В сентябре 2015 года была зафиксирована хакерская атака группой OfcTeam на российский BitTorrent-трекер Rutracker.org, после чего, по словам одного из хакеров, трекер обратился за защитой в DDoS-Guard. По сообщению пресс-службы компании DDoS-Guard, с 1 сентября 2015 года по 16 декабря 2015 года на RuTracker было организовано 238 ddos-атак, в среднем по 2 атаки в день, из которых 139 относятся к типу UDP, 70 — к TCP и ещё 29 к ICMP.
В апреле 2016 подписали партнерский договор с Мастертел на оказание его клиентам услуг по защите от DDoS атак.
В августе 2016 компания перешла на новые платформы низкоуровневой фильтрации трафика, которые были представлены на выставке InfoSecurity Russia 2016, повысив производительность системы фильтрации в десятки раз.
С октября 2017 года модуль DDoS-GUARD был интегрирован в ISPmanager — популярную панель управления хостингом, разработка ISPsystem. Кроме того, был заключен партнерский договор с ТрансТелеКом (ТТК) на предоставление сервиса защиты от атак на уровень приложений L7 согласно модели OSI.
В апреле 2018 — подписан договор с Selectel о защите их сети и сети их клиентов.
C мая 2019 года DDoS-Guard защищает сеть сайтов сервиса uCoz, а с августа 2019 — сервиса Tilda Publishing.

## Критика клиентской политики
Исследователи и журналисты утверждают, что многие из клиентов DDoS-Guard занимаются преступной деятельностью, а журналист Брайан Кребс[en] в январе 2021 года сообщил, что «огромное количество» сайтов, размещенных DDoS-Guard, являются «фишинговыми сайтами и доменами, связанными с киберпреступными службами или форумами в Интернете».
Ранее клиентами DDoS-Guard были палестинское исламское боевое националистическое движение ХАМАС и имиджборд 8kun, ранее известный как 8chan. Компания заявила, что не знала о том, что и ХАМАС, и 8chan пользуются её услугами, и прекратила обслуживание обоих после того, как узнала о содержании сайтов из новостных источников.
В 2021 году исследователь заметил, что DDoS-Guard, по-видимому, не имеет физического присутствия в Белизе и, вероятно, зарегистрировался там, чтобы получить доступ к IP-адресам, которые обычно выделяются только местным организациям. Из более чем 11 000 IP-адресов, присвоенных двум дочерним компаниям DDoS-Guard, две трети были предоставлены белизской компании LACNIC, региональным интернет-регистратором, отвечающим за Латинскую Америку и Карибский бассейн. Компания DDoS-Guard опровергла эти обвинения и заявила, что у неё действительно есть представительство в Белизе.

### Заявления Meduza
Meduza сообщила, что, по словам бывшего сотрудника, DDoS-Guard имеет опыт работы с клиентами, которые действуют в даркнете и/или занимаются нелегальной деятельности. По словам сотрудника, это связано с тем, что компания может взимать гораздо большую плату по тарифным планам с таких клиентов, у которых гораздо меньше выбор интернет-провайдеров, готовых работать с ними, и которые часто особенно нуждаются в услугах по обеспечению защиты веб-сайтов. DDoS-Guard прекратила обслуживание различных клиентов после того, как журналисты сообщили об их деятельности, но Meduza пишет, что компании, вероятно, придется отказать в обслуживании значительной части своей клиентской базы, если она будет проактивно отслеживать преступную деятельность.
DDoS-Guard подозревается в размещении многочисленных интернет-мошенников, ответственных за кражу банковских данных, а один из крупнейших в мире интернет-магазинов запрещенных наркотиков работает с использованием инфраструктуры, связанной с DDoS-Guard.
По данным Meduza, сайт, посвященный деанонимизации и распространению персональных данных лиц, участвовавших в гонконгских протестах 2019-20 годов, имел DNS-записи, указывающие на DDoS-Guard. Meduza, впрочем, не сообщает, был ли сайт активен, а если был, то через какое время он был удален.
Meduza сообщает, что клиентом DDoS-Guard была компания Verified — платформа, которую Meduza назвала «одним из старейших и наиболее известных русскоязычных форумов в Интернете в области банковского мошенничества». Meduza сообщает, что с весны 2013 года украинская национальная безопасность и киберполиция начали расследование в отношении компании DDoS-Guard в связи с тем, что она якобы обслуживала эту платформу, и заявила, что это расследование, вероятно, заставило DDoS-Guard реинкарнировать в 2014 году в качестве российской компании. DDoS-Guard заявила, что ей ничего не известно о таком расследовании.